# 鶴間 (町田市)
鶴間（つるま）は、東京都町田市の地名。現行行政地名は鶴間一丁目から八丁目。郵便番号は194-0004。

## 地理
東京都町田市南部に位置する。東は小川・神奈川県横浜市緑区長津田町、西は神奈川県大和市下鶴間、南は横浜市瀬谷区北町、横浜市瀬谷区五貫目町、北は南町田と接している。

### 河川
- 境川 - 神奈川県大和市との都県境付近を流れる。

### 地価
住宅地の地価は、2014年（平成26年）1月1日の公示地価によれば、鶴間三丁目13番14の地点で21万9000円/m2となっている。

## 歴史

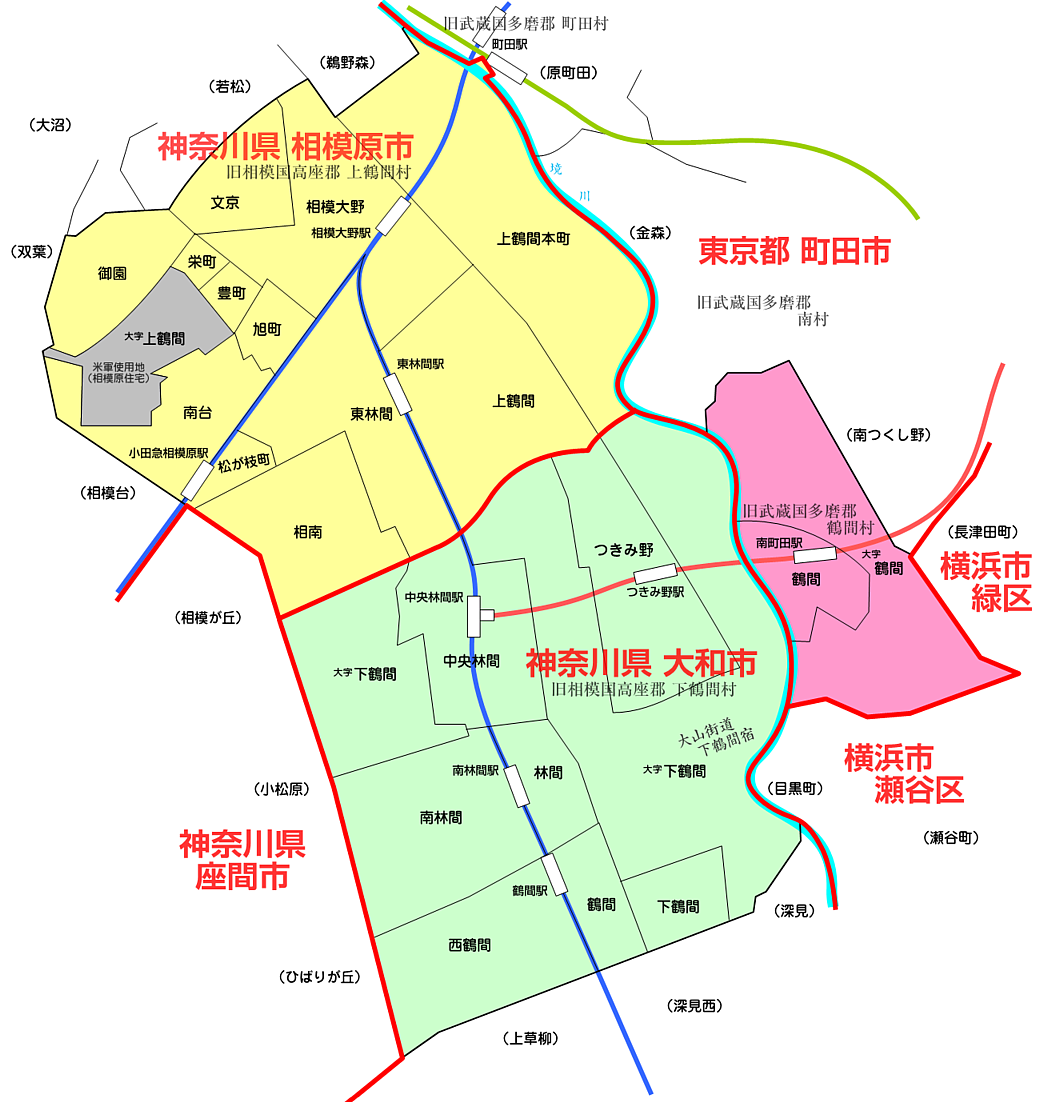
鶴間村・上鶴間村・下鶴間村周辺の2015年時点の区画。地区分割や編入も繰り返されているため、江戸時代の区域とは必ずしも一致しない。

律令時代には古代東海道が町内北部、町谷に通っていて、店屋駅(まちやのうまや)があったともいわれる。鎌倉時代には鎌倉街道上道、江戸時代には大山道や浜街道も通っていた。元は武蔵国多摩郡鶴間村。当村をはじめとする境川（高座川）左岸（東岸）の各村（現町田市西南部：旧堺村・忠生村南部・南村）の一部は近世初期まで右岸（西岸）と同じ相模国高座郡に属していた。「鶴間」は現在の相模原市南区（上鶴間）および大和市（下鶴間）にまたがって広がる地名である。
1878年（明治11年）の郡区町村編制法による郡の分割で南多摩郡に所属。1889年（明治22年）、町村制施行のための明治の大合併で南多摩郡南村の一部となり、1954年（昭和29年）に同郡町田町と合併した。この間、1893年（明治26年）の三多摩移管により、神奈川県から東京府（現東京都）に所属が変更されている。

### 地名の由来
名前の由来は昔、鶴が飛来したという「鶴舞の里」から。下鶴間村（現在の大和市下鶴間付近）は大山道の宿場町として、鶴間村（現在の町田市鶴間）は鎌倉街道や絹の道の宿場町として賑わったとされる。
鶴間は元々、現在の大和市・相模原市・町田市にまたがる広域地名となっていた。現在でも各地域の名称として使われている。

### 沿革
- 明治初期まで武蔵国多摩郡鶴間村。
- 1868年（明治元年） - 神奈川県の所属となる。1871年（明治4年）の廃藩置県後も引き続き神奈川県に所属。
- 1878年（明治11年） - 郡区町村編制法により、南多摩郡所属となる。
- 1889年（明治22年）4月1日 - 同郡金森村、高ヶ坂村、成瀬村、小川村と合併して同郡南村の一部となる。
- 1893年（明治26年）4月1日 - 神奈川県から東京府へ移管。
- 1954年（昭和29年）4月1日 - 南村が同郡町田町と合併、改めて設置された町田町の一部となる。
- 1958年（昭和33年）2月1日 - 町田町が同郡の3村と合併して市制を施行、町田市の一部となる。
- 1975年（昭和50年）4月10日 - 鶴間の一部より、鶴間一〜三丁目を新設[6][7]。
- 1976年（昭和51年）10月15日 - 南町田駅（現・南町田グランベリーパーク駅）が開業。
- 1979年（昭和54年）6月9日 - 鶴間の一部（南町田駅北口周辺）を鶴間一丁目に編入[7]。
- 1985年（昭和60年）2月1日 - 神奈川県大和市と境界の一部を変更。
- 2016年（平成28年）7月18日 - 鶴間の残余部で住居表示を実施し、鶴間四〜八丁目及び南町田一〜五丁目を新設[8]。

## 世帯数と人口
2018年（平成30年）1月1日現在の世帯数と人口は以下の通りである。
| 丁目       | 世帯数    | 人口    |
| ---------- | --------- | ------- |
| 鶴間一丁目 | 457世帯   | 1,013人 |
| 鶴間二丁目 | 169世帯   | 377人   |
| 鶴間三丁目 | 348世帯   | 839人   |
| 鶴間四丁目 | 513世帯   | 1,339人 |
| 鶴間五丁目 | 416世帯   | 1,015人 |
| 鶴間六丁目 | 976世帯   | 2,364人 |
| 鶴間七丁目 | 379世帯   | 849人   |
| 鶴間八丁目 | 408世帯   | 856人   |
| 計         | 3,666世帯 | 8,652人 |

## 小・中学校の学区
市立小・中学校に通う場合、学区は以下の通りとなる。
| 丁目       | 番地 | 小学校             | 中学校                 |
| ---------- | ---- | ------------------ | ---------------------- |
| 鶴間一丁目 | 全域 | 町田市立鶴間小学校 | 町田市立つくし野中学校 |
| 鶴間二丁目 | 全域 | 町田市立鶴間小学校 | 町田市立つくし野中学校 |
| 鶴間三丁目 | 全域 | 町田市立鶴間小学校 | 町田市立つくし野中学校 |
| 鶴間四丁目 | 全域 | 町田市立鶴間小学校 | 町田市立つくし野中学校 |
| 鶴間五丁目 | 全域 | 町田市立鶴間小学校 | 町田市立つくし野中学校 |
| 鶴間六丁目 | 全域 | 町田市立鶴間小学校 | 町田市立つくし野中学校 |
| 鶴間七丁目 | 全域 | 町田市立鶴間小学校 | 町田市立つくし野中学校 |
| 鶴間八丁目 | 全域 | 町田市立鶴間小学校 | 町田市立つくし野中学校 |

## 交通

### 鉄道
東急電鉄
 田園都市線　：　南町田グランベリーパーク駅

### 路線バス
- 一般路線 - 神奈川中央交通により、以下の路線が運行されている。
  - 町89：南町田グランベリーパーク駅 - 町谷 - 西田 - 町田ターミナル・バスセンター
  - 南02：南町田グランベリーパーク駅 - マークスプリングス（朝 - 夕方）
  - 南03：南町田グランベリーパーク駅 → 大ヶ谷戸 → マークスプリングス（夜間のみ）
  - 津01：南町田グランベリーパーク駅 - 南長津田団地前 - 長津田駅
  - 町87：町田ターミナル・バスセンター - 大ヶ谷戸 - 鶴間駅東口
  - 町88：町田ターミナル・バスセンター - 大ヶ谷戸 - 鶴間車庫（早朝・夜間のみ）

- 空港連絡バス・高速バス
  - 空港リムジンバス：相模大野駅 - 町田バスセンター - 南町田グランベリーパーク駅 - 羽田空港
  - 空港リムジンバス：橋本駅 - 相模大野駅 - 町田バスセンター - 南町田グランベリーパーク駅 - 成田空港
  - 富士急ハイランド・河口湖線：南町田グランベリーパーク駅 - 町田バスセンター - 橋本駅 - 富士急ハイランド - 河口湖駅

### 道路・橋梁
- 東名高速道路 横浜町田インターチェンジ
- 国道16号（東京環状）
  - 大和バイパス
    - 境川高架橋

  - 保土ヶ谷バイパス
    - 町田立体
- 国道246号（厚木大山街道）
  - 鶴間高架橋
- 東京都道141号辻原町田線（町田街道）
- 鶴間パークウォーク
- 南町田グランベリーウォーク

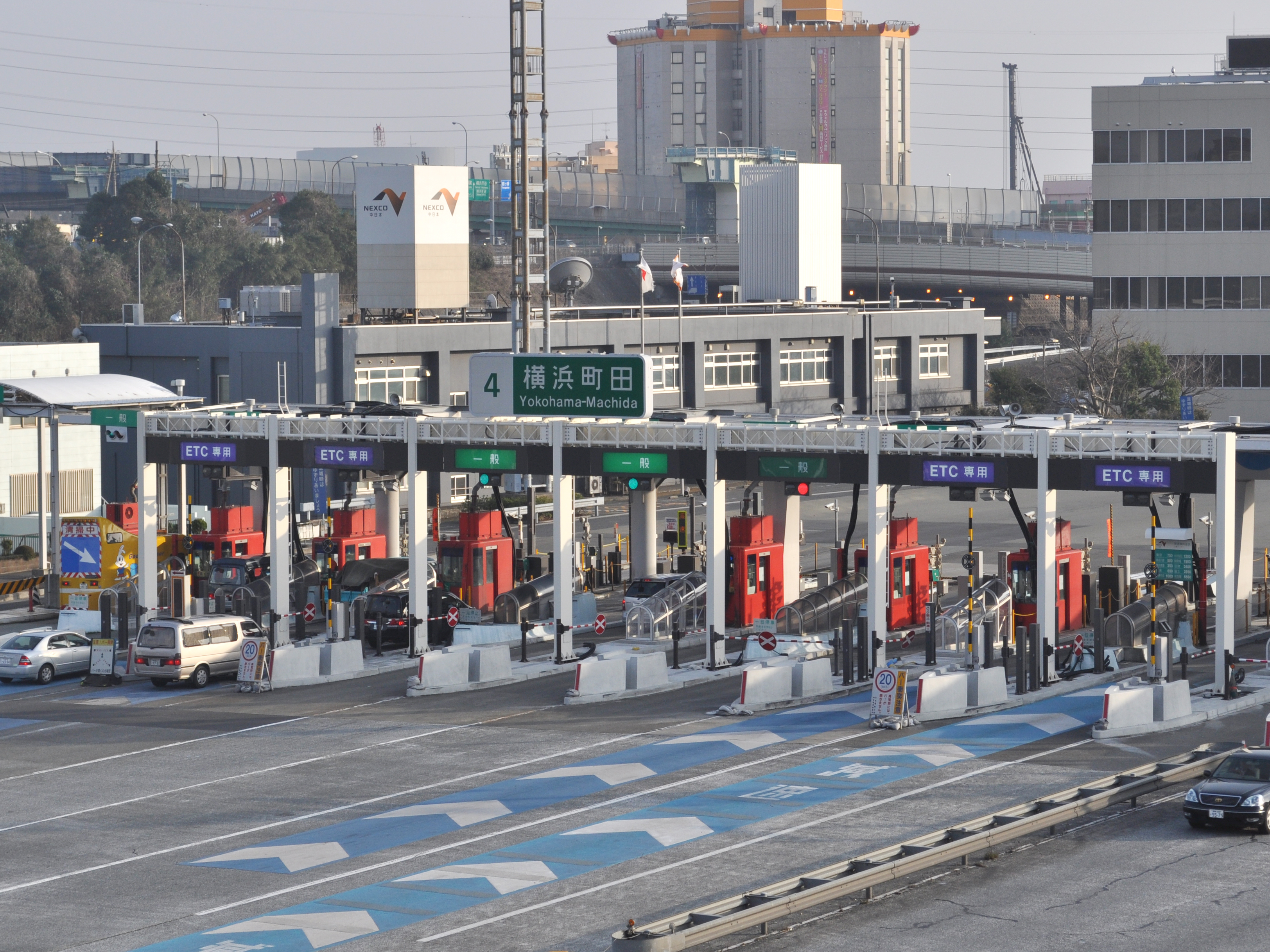
横浜町田インターチェンジ

- 境川自転車歩行者専用道路（境川ゆっくりロード）
- 横浜水道道

## 施設
文化
- スヌーピーミュージアム
- 南町田子どもクラブつみき

教育
- 小学校
  - 町田市立鶴間小学校

商業
- グランベリーパーク
  - 109シネマズ（シネマコンプレックス）
  - 東急ストア南町田店
- 業務スーパー 南町田店
- ニトリ南町田店
- 東京・湯河原温泉 万葉の湯
- アップガレージ横浜町田総本店
- ケーユー本店

郵便局
- グランベリーパーク郵便局

警察
- 町田警察署 南町田グランベリーパーク駅前交番

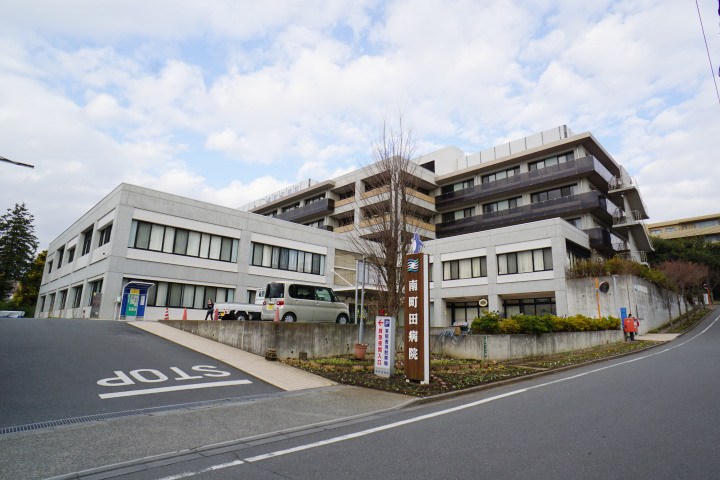
南町田病院

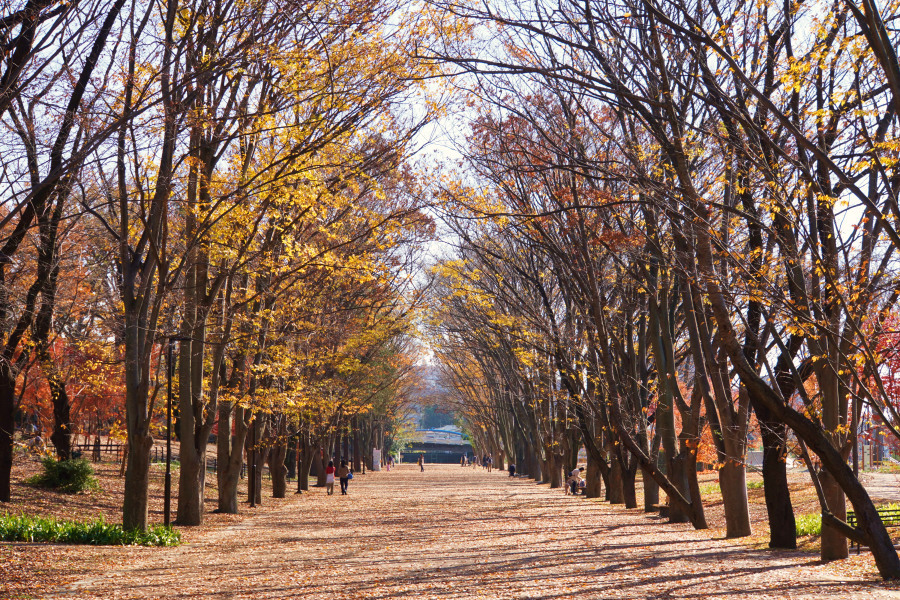
鶴間公園

病院
- 医療法人社団正志会 南町田病院

公園
- 鶴間公園

寺院・神社
- 圓成寺
- 日枝神社